# بوغدان موجا
بوغدان موجا (بالرومانية: Bogdan Moga)‏ هو لاعب كرة قدم روماني في مركز حراسة المرمى، ولد في 14 مايو 1995 في تارغو موريش في رومانيا. لعب مع سي إس باندوري تارغو جيو ونادي تارغو موريش.

## وصلات خارجية
- بوغدان موجا على موقع قاعدة بيانات كرة القدم.إي يو (الإنجليزية)
- بوغدان موجا على موقع Soccerway.com (الإنجليزية)